# 리차드 멀러
리처드 멀러(Richard A. Muller, 1948년 10월 12일- )는 미국의 역사 신학자이며 세계적인 칼빈연구가이다. 중세역사와 종교개혁의 상관성 연구에서 세계적인 권위자이다. 그는 대한민국에도 방문하였다. 개혁파 정통신학의 정체성을 확립한 신학자로 평가 받는다.

리차드 멀러 박사 (칼빈 신학교 명예교수)

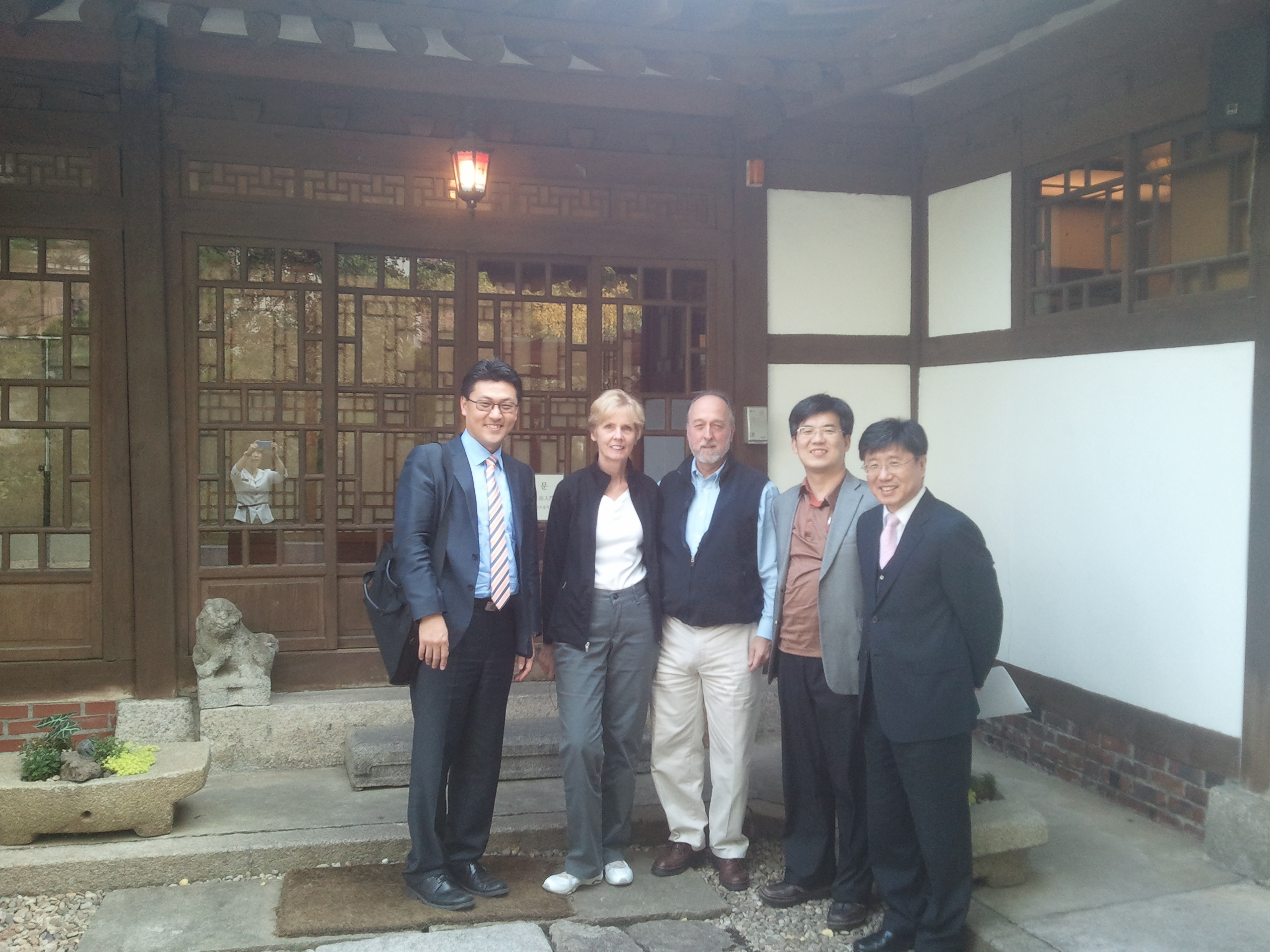
리처드 멀러 교수와 제자들, 우쪽으로 김병훈 교수, 이성호 교수, 리처드 멀러 부부, 안상혁 교수, 2011년 10월 26일 경복궁

## 생애
리차드 멀러는 역사신학 분야에서 주요한  연구와 출판으로 잘 알려진 미국의 기독교 역사학자다. 리차드 알프레드 멀러(Richard A. Muller)는 1948년 10월 12일 뉴욕에서 출생했다. 1969년에는 뉴욕 시립 대학교 퀸즈 칼리지의 학부에서 역사학을 전공했다. 이후에 목회자로 소명을 받고 1972년에는 뉴욕의 유니온 신학교에서 목회학 석사(M.Div.)를, 1976년에는 듀크 대학교에서 데이비드 스타인메츠 박사로부터 종교개혁 연구로 철학박사 학위(Ph.D.)를 취득했다. 1980년부터 1992년까지 풀러 신학교의 조직신학 및 역사신학 분과에서 교편을 잡았었고 1992년 이후로는 칼빈 신학교로 옮겨 존더반 석좌교수 자격으로 역사신학 분과에서 가르쳤고 은퇴를 하였다. 한국의 제자로는 박영돈, 김병훈, 김은수, 이성호, 임원택, 유정모, 안상혁, 한병수, 김효남, 우병훈, 박재은과 같은 교수들이 있다.

## 저서
- A Dictionary of Latin and Greek Theological Terms (Grand Rapids: Baker, 1985).
- Christ and the Decree: Christology and Predestination in Reformed Theology from Calvin to Perkins (Durham: Labyrinth Press, 1986; Grand Rapids: Baker, 2008).
- The Study of Theology (Grand Rapids: Zondervan, 1991).
- The Unaccommodated Calvin: Studies in the Formation of a Theological Tradition (New York: Oxford University Press, 2000).
- God, Creation, and Providence in the Thought of Jacob Arminius (Grand Rapids: Baker, 1991)
- Post Reformation Reformed Dogmatics: The Rise and Development of Reformed Orthodoxy, ca. 1520 t0 ca. 1725 4 vols. (Grand Rapids: Baker, 2003).
- After Calvin: Studies in the Development of a Theological Tradition (New York: Oxford University Press, 2003).
- Calvin and the Reformed Tradition (Grand Rapids: Baker Academic, 2012).
- Divine Will and Human Choice: Freedom, Contingency, and Necessity in Early Modern Reformed Thought ( Baker Academic, 2017)

### 번역된 저서
- 신학서론: 종교개혁 이후 개혁파 교의학 (조호영 옮김, 부흥과 개혁사 (2018))
- 칼빈과 개혁전통 (김병훈 (신학자) 옮김, 지평서원)
- 리처드 멀러 교수의 신학 공부 방법 (김재한 옮김, 부흥과 개혁사 (2011))
- 하나님의 본질과 속성 (김용훈 옮김, 부흥과 개혁사 (2014))
- 종교 개혁 후 개혁주의 교의학 (이은선 옮김, 이레서원 (2002))
- 칼빈 이후 개혁신학 (한병수 옮김, 부흥과 개혁사 (2011))

## 논문 및 발행물
- Jonathan Edwards and the Absence of Free Choice: A Parting of Ways in the Reformed Tradition (Jonathan Edwards Studies vol. 1, no. 1 (2011))
- The Placement of Predestination in Reformed Theology: Issue or Non-Issue? (CTJ 40 (2005): 184-210